# Dowhaliwka (obwód charkowski)
Dowhaliwka (ukr. Довгалівка) – wieś na Ukrainie, w obwodzie charkowskim, w rejonie iziumskim. W 2001 liczyła 694 mieszkańców, wśród których 618 jako ojczysty język wskazało ukraiński, a 76 rosyjski.